# Гражданская война в американской культуре

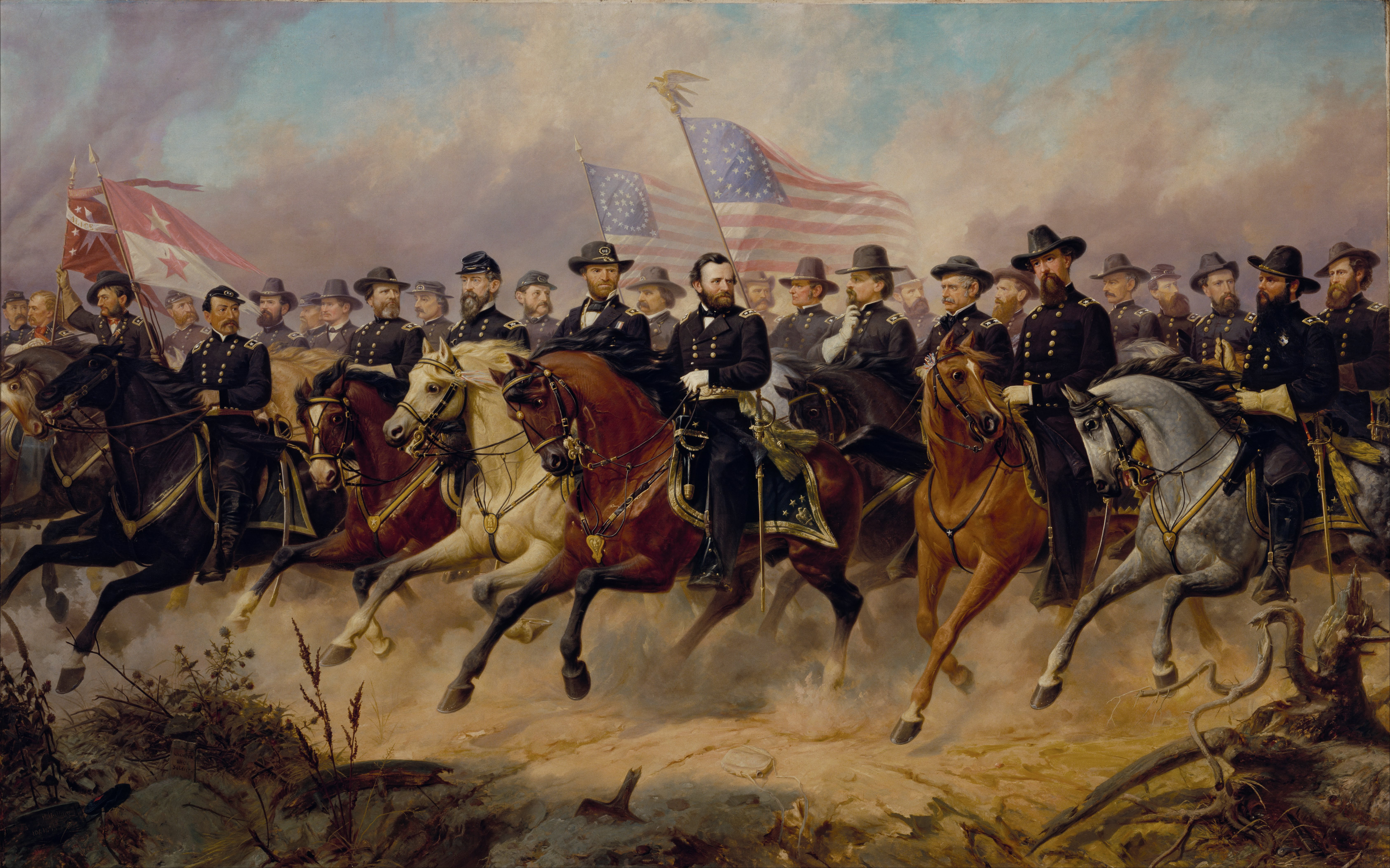
Грант и его генералы, картина Оле Питера Хансен Баллинга, 1865 год

Гражданская война в США имела долговременные последствия для американской культуры. После 1865 года было издано более 60 000 книг и публикаций на тему этой войны. Эта тема породила целую индустрию в книгоиздании, и отдельное направление в области критической литературы. Каждое новое поколение по-своему интерпретировало события войны, оправдывая ею свои политические теории.

## Художественная литература
- „Маленькие женщины“ (роман Луизы Мэй Олкотт, 1868—1869 гг.)
- „Таинственный остров“ (роман Жюля Верна, 1874 г.)
- „Север против Юга“ (роман Жюля Верна, 1887 г.)
- „Случай на мосту через Совиный ручей“ (рассказ Амброза Бирса, 1890 г.)
- „Алый знак доблести“ (роман Стивена Крейна, 1895 г.)
- Трилогия Фрэнсиса Брет Гарта „Степной найдёныш“ (1891), „Сьюзи“ (1892) и „Кларенс“ (1895)
- „Унесённые ветром“ (роман Маргарет Митчелл, 1936 г.)
- „Авессалом, Авессалом!“ (роман Уильяма Фолкнера, 1936 г.)
- „Непобежденные“ (роман Уильяма Фолкнера, 1938 г.)
- „Где поселится кузнец“ (роман Александра Борщаговского, 1976, 1978 г.)
- „Увези нас, Пегас!“ (повесть Константина Сергиенко, 1979 г.)

## Кинематограф
- „Рождение нации“ (1915, США)
- „Генерал“ (1926, США)
- „Маленькие женщины“ (1933, США)
- „Оператор 13“ (1934, США)
- „Узник острова акул“ (1936, США)
- „Унесённые ветром“ (1939, США)
- „Бёлль Старр“ (1941, США)
- „Корни“ (1948, США)
- „Маленькие женщины“ (1949, США)
- „Беглецы“ (1950, США)
- „Алый знак доблести“ (1951, США)
- „Винтовка Спрингфилда“ (1952, США)
- „Петля палача“ (1952, США)
- „Незнакомец с револьвером“ (1953, США)
- „Рейд“ (1954, США)
- „Желтошеие“ (1955, США)
- „Крутой маршрут“ (1956, США)
- „Дружеское увещевание“ (1956, США)
- „Три жестоких человека“ (1956, США)
- „Люби меня нежно“ (1956, США)
- „Бунт в форте Ларами“ (1957, США)
- „Округ Рэйнтри“ (1957, США)
- „Кавалеристы“ (1959, США)
- „Рота неудачников“ (1964, США)
- „Шенандоа“ (1965, США)
- „Майор Данди“ (1965, США)
- „Палец на курке“ (1965, США)
- „Всадники из Аризоны“ (1965, США)
- „Альварес Келли“ (1966, США)
- „Хороший, плохой, злой“ (1966, Италия-Испания-ФРГ)
- „Эскадрон смерти“ (1966, Италия-Испания)
- „Время убивать“ (1967, США)
- „Путешествие в Шайло“ (1968, США)
- „Непобеждённые“ (1969, США)
- „Рио Лобо“ (1970, США)
- „Обманутый“ (1971, США)
- „Плохая компания“ (1972, США)
- „Алый знак доблести“ (1974, США)
- „Джоси Уэйлс — человек вне закона“ (1976, США)
- „Синие и серые“ (мини-сериал, 1982, США)
- „Север и Юг“ (мини-сериал, 1985—1986, 1994, США)
- „Слава“ (1989, США)
- „Танцующий с волками“ (1990, США)
- „Броненосцы“ (1991, США)
- „Геттисберг“ (1993, США)
- „Последний изгой“ (1993, США)
- „Выпуск 61-го года“ (1993, США)
- „Ящик смерти“ (1993, США)
- „Война и страсть“ (1994, США)
- „Маленькие женщины“ (1994, США)
- „Чёрный лис“ (1995, США)
- „Армия фараона“ (1995, США)
- „Андерсонвилль“ (1996, США)
- „Настоящие женщины“ (1997, США)
- „Подлодка“ (1999, США)
- „Холодная гора“ (2003, США)
- „Боги и генералы“ (2003, США)
- „Рождённый свободным“ (2005, США)
- „Злодейская весна“ (2005, США)
- „Случай на мосту через Совиный ручей“ (2006, США)
- „Заговорщица“ (2010, США)
- „Ад на колёсах“ (сериал, 2011—2016, США)
- „Линкольн“ (2012, США)
- „Джанго освобождённый“ (2012, США)
- „Щитомордники“ (2013, США)
- „Поле потерянной обуви[англ.]“ (2014, США)
- „Гостиная“ (2014, США)
- „Бухта спасения“ (2014, США)
- „Улица милосердия“ (2016, США)
- „Омерзительная восьмёрка“ (2016, США)
- „Свободный штат Джонса“ (2016, США)
- „Роковое искушение“ (2017, США)
- „Пустошь“ (2019)
- „Маленькие женщины“ (2019, США)
- „Дикинсон“ (2019, США)
- „Мертвецам не больно“ (2023, США)
- „Проклятые“ (2024, США)

## Музыка и песни Гражданской войны

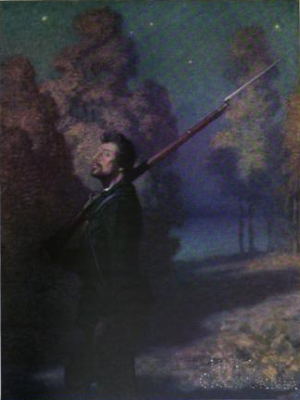
Иллюстрация к стихотворению The Picket-Guard»

- John Brown’s Body (1861)
- The Bonnie Blue Flag (1861)
- Дикси (1861)
- Battle Cry of Freedom (1862)
- Southern Soldier (1862)
- Боевой гимн Республики (1862)
- All Quiet Along The Potomac Tonight (1863)
- Just Before the Battle, Mother (1863)
- Tenting on the Old Camp Ground (1863)
- When Johnny Comes Marching Home (1863)
- Tramp! Tramp! Tramp! (1864)
- Oh, I’m a Good Ol' Rebel (кон. 1860-х)